# Adam aus Lublin

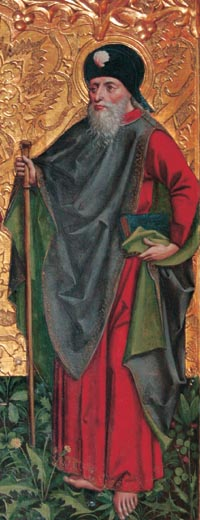
Jakobus der Ältere

Adam aus Lublin (polnisch Adam z Lublina) war polnischer Maler in Krakau. Der Kunsthistoriker Feliks Kopera setzt ihn mit Adam aus Krakau gleich.

## Leben
Adam wurde 1481 Bürger von Krakau. Höchstwahrscheinlich ist er in einem Testament von Mikołaj Nonnarth aus dem Jahr 1521 gemeint, in dem Adam als Gläubiger genannt wird.